# Menschenrechtspartei (Kambodscha)
Die Menschenrechtspartei Kambodschas (französisch Parti des droits de l'homme, PDH, englisch Human Rights Party, HRP) war eine liberaldemokratische politische Partei im Königreich Kambodscha.
Sie setzte sich (in Anlehnung an ihren Namen) offiziell für die Wahrung der Demokratie, die Respektierung der Menschenrechte sowie die Abschaffung des personenorientierten Parteiensystems ein. Popularität hatte die Menschenrechtspartei vor allem bei Auslandskambodschanern, so bei den Kambodschanern in Frankreich. Kritiker betrachteten die Partei allerdings als eine Partei, die sich als treu gegenüber der Partei des Königs – der royalistischen FUNCINPEC – und der regierenden sozialistischen Partei Parti Populaire Cambodgien (PPC) verhielt. Sie sollte somit angeblich die Opposition schwächen.

## Geschichte
Die Partei wurde am 22. Juli 2007 von Kem Sokha gegründet. Er selbst hat die Parti Populaire Cambodgien des Öfteren kritisiert. Bei den kambodschanischen Parlamentswahlen im Juli des Jahres 2008 gewann die Partei 6,6 % der Wählerstimmen und erhielt 3 Sitze im nationalen Parlament. Sie wurde somit drittstärkste Kraft nach der Parti Populaire Cambodgien (PPC) und der Sam-Rainsy-Partei (Nachfolger der Khmer-Nation-Partei). 2009 ging die Menschenrechtspartei ein Parteienbündnis mit der Parti de Sam Rainsy (Sam-Rainsy-Partei) ein und gründete mit ihr die Allianz Demokratische Bewegung für den Wechsel (französisch Mouvement démocratique pour le changement).
2012 fusionierte sie mit der Sam-Rainsy-Partei zur Nationalen Rettungspartei Kambodschas, bestand aber formal noch bis zu den Kommunalwahlen 2017.